# Sierra Leone
Sierra Leone nyugat-afrikai köztársaság Felső-Guinea nagytájon. Fővárosa és legnépesebb városa Freetown. Délkeletről Libéria, északról Guinea, délről és délnyugatról az Atlanti-óceán határolja. Éghajlata trópusi, változatos környezettel a szavannától az esőerdős területekig. Természeti kincsekben gazdag, különösen gyémántban, aranyban, bauxitban és alumíniumban. Termékeny talajai miatt mezőgazdasági potenciállal is bír, különösen rizs és kakaó termesztésére alkalmas. Trópusi esőerdők borítják az ország egy részét, különösen a keleti régiókban. A partvidéken mangroveerdők és szavannák váltakoznak. A belső területeken a szavanna és a száraz erdőségek dominálnak. A hosszú tengerpart festői szépségű , homokos strandjairól híres, például a Lumley Beach és a River Number Two Beach. 
Körülbelül 18 etnikai csoport él az országban. Hivatalos nyelve az angol, ezt használják az iskolákban és a közigazgatásban. Széles körben elterjedt nyelv még a krio , amit a lakosság 97%-a beszél.
Felszabadított rabszolgák alapították a 19. században, függetlenségét 1961-ben nyerte el az Egyesült Királyságtól.
Az ország többek között az ENSZ, az Afrikai Unió, a Nyugat-afrikai Államok Gazdasági Közössége (ECOWAS), a Nemzetközösség, a Világbank és a WTO tagja.

## Természeti földrajza

### Domborzata

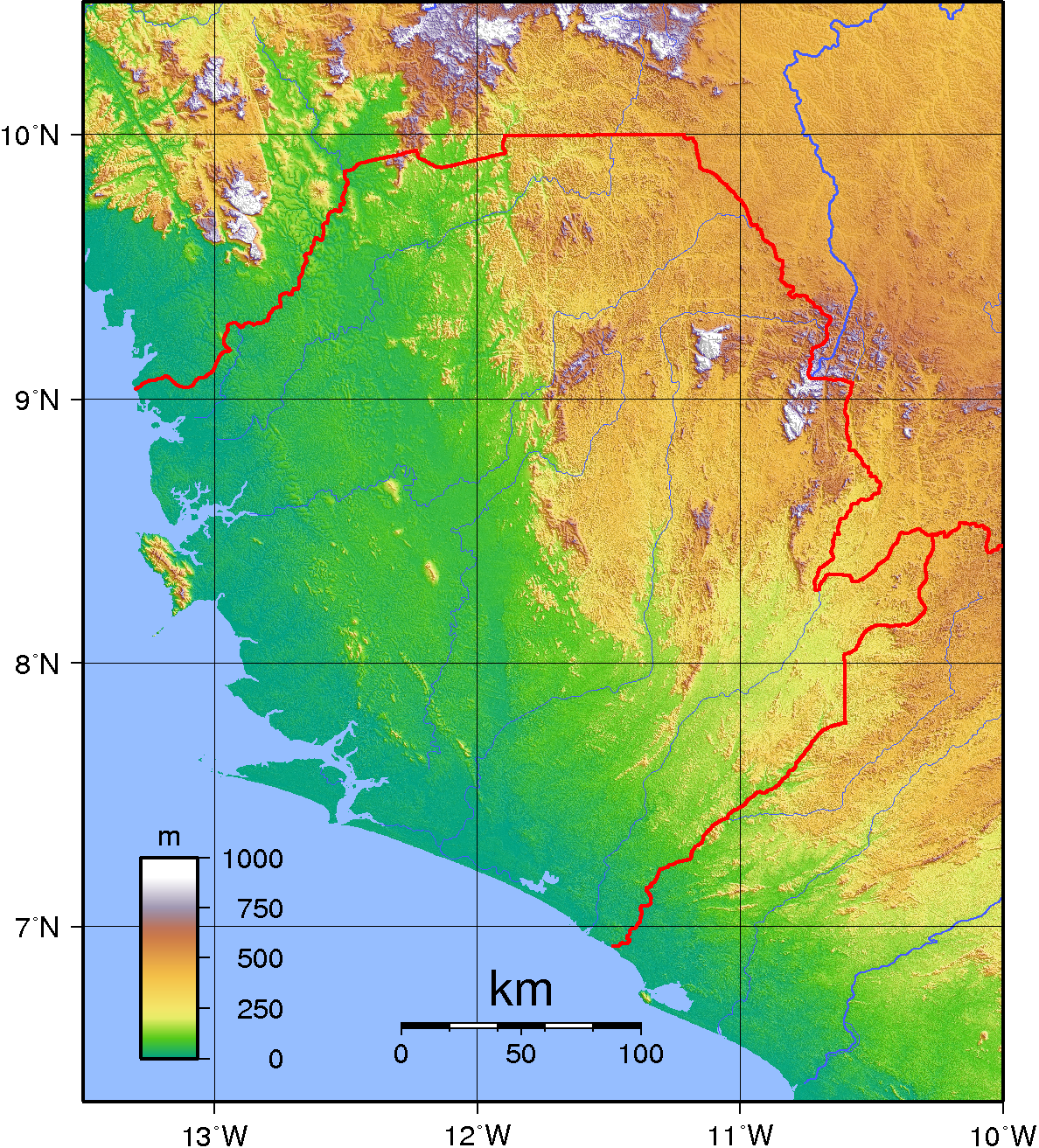
Sierra Leone domborzati térképe

Sierra Leone Magyarországnál kisebb területű ország Nyugat-Afrikában, az Atlanti-óceán partján. Szomszédos országai Libéria és Guinea.
Mangrovemocsárerdős partját 30–40 km széles parti síkság övezi, amely északkelet felé 150–200 m magas dombsággá emelkedik. Az ország belső részét a Guineai-küszöb völgyekkel szabdalt fennsíkjai alkotják, amelyekből 800–1200 m magas röghegységek emelkednek ki. A legmagasabb csúcsa a Loma-hegységben található Loma Mansa, 1948 méter.

### Vízrajza
Sierra Leone bővelkedik folyókban és tavakban. A tengerparton számos mocsaras terület és lagúna található.
- Fontosabb szigetek: Banana Islands, Turtle Islands, Sherbro Island.
- Fontosabb folyók: Mano, Moro, Rokel.

### Éghajlata
Az éghajlata forró trópusi és nedves, két évszakkal: az esős évszak májustól novemberig tart, a száraz évszak decembertől májusig. A száraz évszakban éjszakánként némileg hűvösebb van, a levegő éjszakánként lehűlhet 16 °C-ig. A napi maximum hőmérséklet 26 °C és 36 °C között változik az év során. Az esős évszak rendkívül csapadékos. Sierra Leone az egyik legcsapadékosabb ország Afrikában. A száraz évszakot a szaharai eredetű száraz, poros harmattan szél jellemzi. 
A part közelében az éves csapadékmennyiség eléri a 3250 mm-t.

## Élővilága, természetvédelme

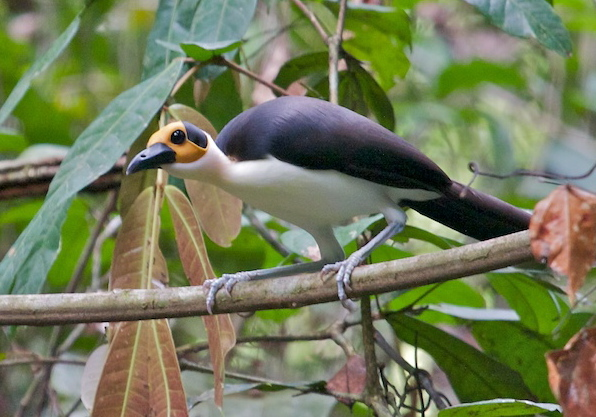
Picathartes gymnocephalus

Az ország területét eredetileg esőerdő fedte. A mezőgazdasági művelés és a szarvasmarhák legelőszükséglete miatt nagy területeken kiirtották az erdőt már régebben. Újabban pedig a bányászat és az iparszerű fakitermelés fenyegeti az erdőket. Az erdővel fedett terület drámaian csökkent az 1980-as évek óta. Bár vannak erdővédelmi törvények, törvényesen védett területek, a polgárháborús körülmények között senki sem foglalkozott ezek érvényesítésével.
A vadállatokat a háborús események alatt kiirtották, vagy elmenekültek. A maradék gerincesek közül említendők a krokodilok, csimpánzok, bongók, bivalyok, vízilovak, elefántok, leopárdok és oroszlánok.
A madarak rugalmasabban alkalmazkodtak, így 650 madárfaj él itt.
Október-november táján a Freetown-félszigetről szinte biztosan láthatók a vonuló  hosszúszárnyú bálnák.

### Környezeti ártalmak
Az eredetileg ott lévő esőerdőket szinte teljesen kiirtották, nagyjából 5%-nyi területen maradtak meg. Az irtás oka fakitermelés, bányászat és nem fenntartható mezőgazdasági művelés végzése.  A lakosságszám növekedése miatt további erdőirtás valószínű. A Freetown feletti hegyeken történő környezeti változások már okoztak áradásokat a lejjebb fekvő területeken. A gyémántbányászat a Sewa folyót szennyezi. Az aranybányászat az egyébként „szent”-ként tisztelt Sonfon tavat szárítja ki.

### Nemzeti parkjai
2003-ban papíron 55 védett terület volt az állam területének 4,5%-án.
Két nemzeti park van:
- Outamba-Kilimi Nemzeti Park[6]
- Gola-erdő (Gola Forest)[7]

### Természetvédelmi területei
A Loma-hegység erdőrezervátumban emelkedik az 1945 m magas Bintumani-hegy, a Loma-hegység legmagasabb csúcsa. A trópusi esőerdő főleg a nyugati lejtőkön dús. A sok majomfaj között csimpánzok (Pan troglodytes verus) is előfordulnak.
A kis Mamunia-Mayoso vadrezervátum főleg madarairól és kisemlőseiről ismert. Nevezetességei a tompaorrú krokodilok (Osteolaemus tetraspis).
A Moa folyó Tiwai-szigete a majmok birodalma.

## Történelme

### Korai története

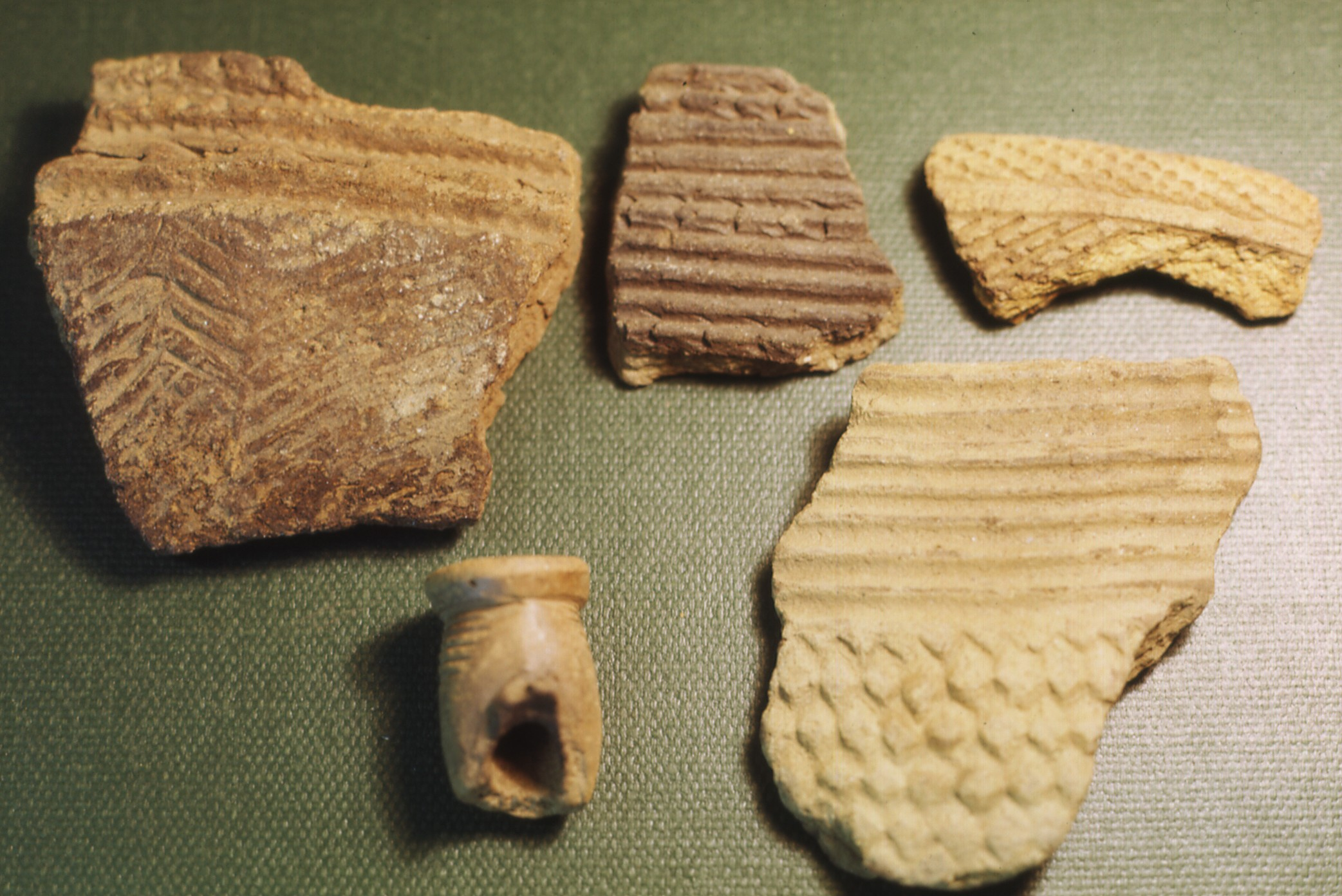
A történelem előtti kor fazekasságának maradványai a Kamabai melletti ásatásokból

Területén már a felső neolitikum korából településmaradványok és kőeszközök kerültek elő. Afrika más részeiből több hullámban népesedett be. Vasat a 9. században kezdtek használni, 1000 körül a partvidéki törzsek földet műveltek. A sűrű őserdő megvédte az ittenieket a gyarmatosítás előtti nagy afrikai birodalmak befolyásától és az iszlamizálástól. Az iszlám a 18. századig nem tudott elterjedni.
Az európaiak a mai Sierra Leone lakóival korán kapcsolatba kerültek. 1462-ben Pedro de Sintra portugál felfedező térképezte fel azokat a dombokat, amelyek a mai Freetown kikötője körül vannak, és a Serra de Leão, azaz ’Oroszlánhegylánc’ nevet adta nekik. Ennek spanyol megfelelője Sierra Leona, amely helytelen írásmóddal Sierra Leone-ként rögzült az angolban, ahonnan elterjedt a többi nyelvbe is. Később portugál kereskedők jöttek, majd a kikötőben 1495-ben erőd épült a kereskedelmi állomás védelmére. Később a portugálokhoz hollandok és franciák csatlakoztak; mindannyian a rabszolgakereskedelem támaszpontjaként hasznosították Sierra Leonét. 1562-ben az angolok is csatlakoztak a rabszolgakereskedelemhez: Sir John Hawkins 300 rabszolgát vásárolt.

### Volt rabszolgák földje
1787-ben terv született arra, hogy londoni feketéket telepítenek le Sierra Leonéban, amelyet elneveztek a "Szabadság Tartományának". 1787. május 15-én érkezett a feketék egy csoportja Sierra Leone partjai elé, néhány angol kereskedő társaságában. Ők szervezték meg a St. George's Bay Companyt. A feketék nagy része Amerikából származott, de voltak köztük Afrikából és Ázsiából Londonba érkezettek is.
A telepesek első csoportját kis híján kiirtották a betegségek és az ellenséges bennszülött lakosság. Thomas Peters beavatkozására a Sierra Leone Company máshol telepítette le a volt rabszolgák következő csoportjait. Ekkor érkezett közel 1200 fekete Nova Scotiából, többségük az Amerikai Egyesült Államokból szökött rabszolga volt. Nova Scotiában többnyire terméketlen földeket kaptak, a kemény telek sok áldozatot szedtek közülük. Velük alapította Freetown települést 1792-ben Peters. Később más csoportok is csatlakoztak hozzájuk.
A 19. században rabszolgák ezreit irányították felszabadításuk után Freetownba. Többségük Sierra Leonéban maradt. Ezek a visszairányított afrikaiak Afrika különböző részeiből származtak, főleg a nyugati partvidékről. Csatlakoztak a korábbi telepesekhez és ma ők ismertek kreol vagy krio néven. A gyarmat köznyelve a krio  lett, amely a 18. századi, rabszolgák által beszélt amerikai nyelvben gyökerezik. Gyorsan elterjedt a térségben mint a kereskedelem és a keresztény missziók közvetítő nyelve.
Az 1827-ben alapított Fourah Bay College gyorsan magához vonzotta a nyugati part angolul beszélő afrikai tanulóit. Több mint egy évszázadig ez volt az egyetlen európai jellegű egyetem a Szaharától délre fekvő Afrikában.

### Gyarmati időszak
Sierra Leone gyarmati időszakában a bennszülött népek többször lázadtak fel eredménytelenül a brit uralom és a krio domináció ellen. A legnevezetesebb közülük a kunyhóadó-háború volt 1898-ban. Első vezetője Bai Bureh volt, a temne nép főnöke, aki elutasította a britek által bevezetett kunyhóadót. Ezt az adót a többi bennszülött főnök is szuverenitásuk elleni támadásnak tekintette. Amikor a britek elfogatóparancsot adtak ki az adózás megtagadása miatt Bai Bureh ellen, ő harcba kezdett az uralma alatt álló temne falvak élén. Csatlakoztak hozzá limba, loko, soso, kissi és mandinka falvak. Bureh harcosai hónapokon át ellenálltak a brit csapatoknak. Brit katonák és Bureh felkelőinek százai haltak meg. Végül november 11-én fogságba esett Bureh és száműzték az Aranypartra (a mai Ghánába). 96 társát felakasztották.
A kunyhóadó-háború veresége ellenére az ellenállás a gyarmati időszak egészében folytatódott, időnként zavargások törtek ki. Az 1955-ös és 1956-os zavargásokban sok tízezren vettek részt a.
Másik nevezetes esemény 1935-ben történt: a De Beers vállalkozáshoz tartozó Sierra Leone Selection Trust bányakoncesszió kapott 99 évre. Gyémántbányászat kezdődött az országban.
Az ország korlátozott önkormányzatot kapott 1953-ban. Az 1960-as londoni alkotmánytárgyalások után 1961. április 27-én lett független Sierra Leone. Ez a nap volt az 1898-as kunyhóadó-háború kitörésének évfordulója.

### Független ország
Az ország első miniszterelnöke Sir Milton Margai lett. Orvos volt, 1951-től a gyarmat főminisztere. Pártja, a Sierra Leone Néppártja (SLPP) nagy fölénnyel győzött az első általános választásokon 1962 májusában. Sir Milton Margai 1964-ben bekövetkezett halála után testvére, Sir Albert Margai lett a miniszterelnök. Hároméves miniszterelnöksége sok kritikát váltott ki. Rendszere korrupt volt és a mende etnikai csoportot privilegizálta. Megpróbálkozott egypárti állam kiépítésével, de ennek hevesen ellenállt az ellenzéki Össznépi Kongresszus (APC), míg végül megbukott az ötlet. Albert Margai kormányzata idején a mendék befolyása megnőtt a közszolgálatban és a hadseregben. A katonai és polgári csúcsvezetők többsége mende volt. Így aztán a beruházások a mendék által lakott délnyugati vidéken összpontosultak.
A majdnem döntetlen eredményt hozó 1967 márciusi választások után puccsok sora következett, míg végül Siaka Stevens stabilizálta hatalmát. A limba nép tett szert erős befolyásra a kormányzatban és a közszolgálatban. Az 1970-es években a másik fő etnikai csoport, a temnék ellenzékben voltak az APC kormányával szemben. 1978-ban Stevens a temne néphez tartozó Sorie Ibrahim Koromát nevezte ki alelnöknek. Ezután a temne a második legbefolyásosabb etnikai csoport lett a limba után.
1971. április 19-én a parlament köztársasággá nyilvánította Sierra Leonét. Siaka Stevens - aki addig miniszterelnök volt - lett az ország első elnöke. 1971-1973 között Stevens guineai csapatokat hívott be uralmának támogatására. Stevenst 1976 márciusában ellenjelölt nélkül választották meg újabb öt évre elnöknek. Az 1978-ban a parlament által elfogadott új alkotmány bevezette az egypártrendszert.
Siaka Stevens 14 évi elnökség után 1985 novemberében lemondott a köztársasági elnökségről, de továbbra is az APC - a kormánypárt elnöke maradt. Az APC választotta ki az elnökjelöltet, Stevens utódját. Stevens személyesen ajánlotta erre a posztra a köztársaság fegyveres erőinek főparancsnokát, Joseph Saidu Momoh vezérezredest. Stevenshez hasonlóan Momoh is a limba néphez tartozott. Joseph Saidu Momoht 1985. november 28-án választották elnökké népszavazással, ahol ő volt az egyetlen jelölt. Momoh elnök elleni 1987 márciusi sikertelen puccskísérlet után több mint 60 főtisztet börtönöztek be, köztük Francis Minah alelnököt, akit leváltottak, elítéltek a puccskísérletben való részvételéért és felakasztottak 5 másik emberrel együtt 1989-ben. Ez egyébként már a sokadik puccskísérlet volt a rendszer ellen. A korábbiak is hasonlóan végződtek.

### Többpárti alkotmány és a RUF lázadása

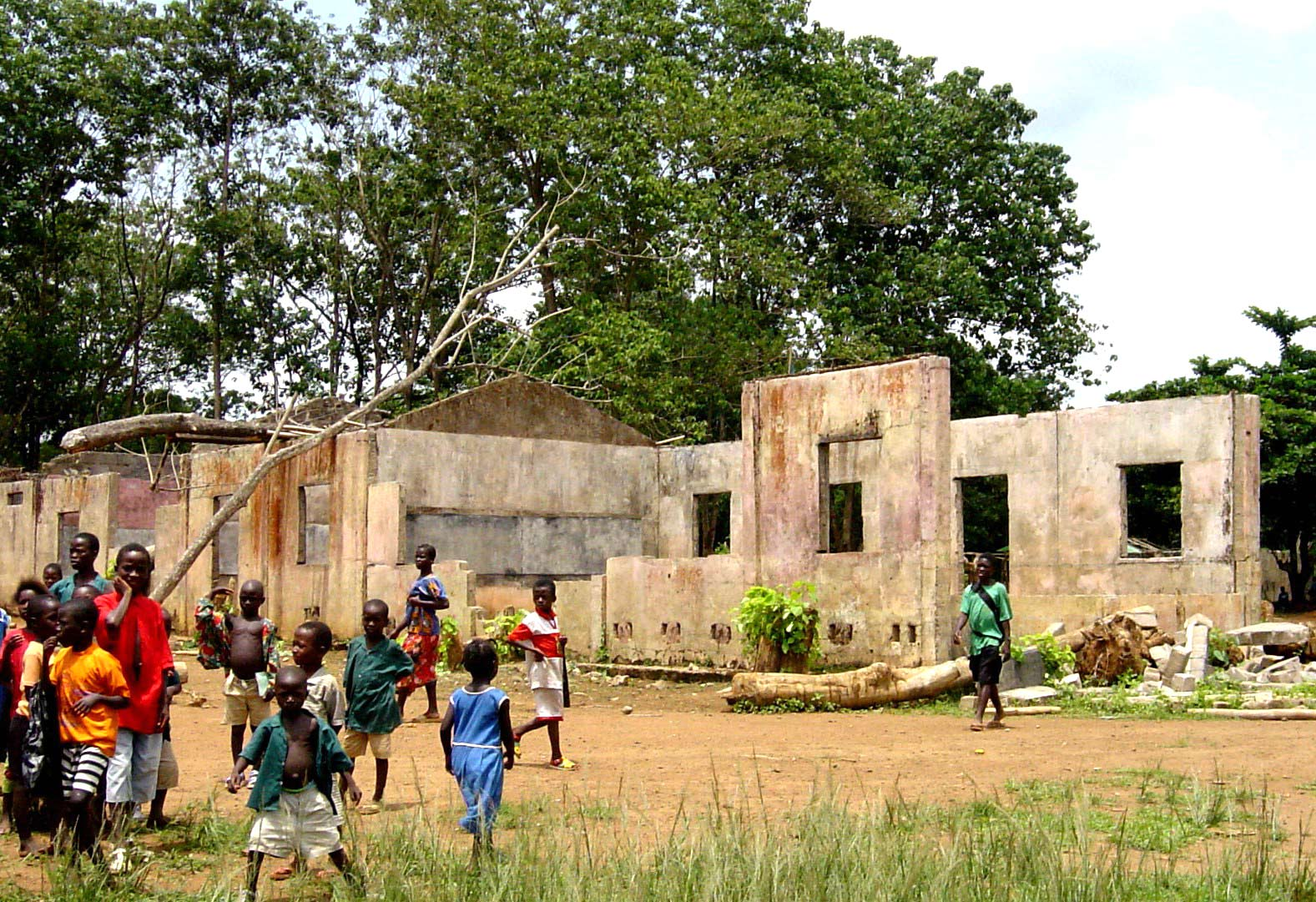
Egy, a polgárháborúban elpusztult iskola Koinduban. Összesen 1270 általános iskola pusztult el a háború alatt

1990 októberében Momoh elnök egy bizottságot nevezett ki az 1978-as egypárti alkotmány felülvizsgálatára. A bizottság javaslatai alapján a parlament olyan alkotmányt fogadott el, amely visszaállította a többpárti rendszert; 1991. október 1-jén lépett hatályba.
1991-ben polgárháború tört ki, amelynek fő okai a kormányzat korrupciója és a gyémántbányászat hasznával való rossz gazdálkodása volt.
Belső okok mellett a szomszédos Libériában folyó harcoknak is szerepük volt a polgárháború kitörésében Sierra Leonéban. Charles Taylor - aki akkoriban a Libériai Nemzeti Hazafias Front vezetője volt - segítette a Forradalmi Egyesült Frontot (RUF), amelynek élén a Sierra Leone-i hadsereg korábbi szakaszvezetője, Foday Sankoh állt. A RUF, Sankoh vezetésével, Taylor támogatásával első támadását 1991. március 23-án indította Sierra Leone keleti részén egy falu ellen, Libériából kiindulva. Sierra Leone kormányzata, amelyet aláástak a gazdasági nehézségek és a korrupció, képtelen volt számottevő ellenállás kifejtésére. Egy hónappal azután, hogy a RUF Libéria felől átlépte Sierra Leone határát, ellenőrzése alá vonta az ország keleti részét. A lázadók soraiban erőszakkal sorozott gyermekkatonák is harcoltak.
1992. április 29-én 6 fiatal katonatiszt puccsot hajtott végre Momoh elnök ellen, akit Guineába küldtek száműzetésbe. Megalakították a Nemzeti Ideiglenes Kormányzó Tanácsot (NPRC). 1992. május 4-én a 25 éves Valentine Strasser vette át az NPRC vezetését. Ő lett Sierra Leone államfője. Az NPRC azonnali hatállyal felfüggesztette az 1991-es alkotmányt, szükségállapotot hirdetett ki, korlátozta a szólás- és sajtószabadságot, rendeleti kormányzást vezetett be. A hadsereg és a rendőrség tisztjei korlátlan jogot kaptak bírósági ítélet nélküli, korlátlan ideig tartó közigazgatási őrizetbevételre. Az NPRC alig volt hatékonyabb a lázadókkal szemben, mint a Momoh vezette APC. Az ország mind nagyobb része került a RUF harcosai kezére. 1995-ben kezükön volt a gyémántban gazdag keleti tartomány és Freetown peremén álltak. Ekkor az NPRC több száz zsoldost bérelt az Executive Outcomes magánvállalattól. Ők egy hónap alatt visszaszorították a RUF harcosait határmenti enklávékba. Ebben az időben a korrupció elharapódzott az NPRC vezetői között, és hatalmi harc tört ki közöttük. 1996 januárjában, közel négy, hatalomban töltött év után az NPRC vezetőinek egy része puccsal eltávolította Strassert a hatalomból. Vezetőjük Maada Bio alelnök volt. Bio ismét hatályba helyezte az alkotmányt és kiírta az általános választásokat.
Az 1996 elején megtartott elnökválasztás második fordulójában Ahmad Tejan Kabbah győzött. Ő Sierra Leone délkeleti, mende többségű részén született, de a kisebbségi mandingo etnikai csoporthoz tartozik. Pártja szerezte meg a parlamenti helyek többségét is.
Nem sokkal később Johnny Paul Koroma vezérezredes kísérletet tett a kormány elleni puccsra. Elfogták, bíróság elé állították, elítélték és bezárták. Ez nem tetszett magas rangú tisztek egy csoportjának. 1997. május 25-én egy tiszti csoport, amely önmagát Fegyveres Erők Forradalmi Tanácsának (AFRC) nevezte, megdöntötte Kabbah hatalmát. Az AFRC kiengedte Koromát a börtönből és kinevezte az ország elnökévé, államfővé. Koroma felfüggesztette az alkotmányt, betiltotta a tüntetéseket, leállított minden magán-rádióállomást az országban és meghívta a RUF-ot kormányába. Tíz hónapot töltött posztján, majd a juntát akkor a nigériai vezetésű ECOMOG erők távolították el, és visszahelyezték hatalomba a demokratikusan választott Kabbah elnököt 1998 márciusában. Polgárok százait, akik támogatták az AFRC kormányt, törvényellenesen őrizetbe vettek. 24-et közülük bűnösnek találtak és fellebbezés lehetősége nélkül kivégeztek 1998 októberében. Ekkor az Egyesült Nemzetek Szervezete békefenntartókat küldött a rend helyreállítására és a lázadók lefegyverzésére. Az első 6000 fő decemberben érkezett. 2000 februárjában az ENSZ Biztonsági Tanácsa a létszám 11 000 főre emeléséről döntött. De májusban, amikor csaknem az összes nigériai (afrikai békefenntartó) katona távozott és az ENSZ erői megkísérelték lefegyverezni a RUF csapatait Sierra Leone keleti részén, Sankoh emberei több mint 500 békefenntartót túszul ejtettek és a béke gyakorlatilag összeomlott. Kiújultak a harcok a RUF és a kormány erői között.
1991 és 2001 között 50 000 ember vesztette életét Sierra Leonéban a polgárháború következtében. Százezrek kényszerültek otthonuk elhagyására, sokan közülük Guineába és Libériába menekültek. 2001-ben az ENSZ csapatai bevonultak a felkelők kezén lévő térségekbe és megkezdték lefegyverzésüket. 2002 januárjában a háborút befejezettnek nyilvánították. Májusban újraválasztották Kabbah elnököt. 2004-ben befejeződött a lefegyverzés. Ugyancsak 2004-ben az ENSZ felállított egy törvényszéket, amely pereket kezdett mindkét oldal háborús bűnösei ellen. 2005 decemberében az ENSZ békefenntartók elhagyták Sierra Leonét.
2007 augusztusában Sierra Leonéban parlamenti és elnökválasztást tartottak. Egyik elnökjelölt sem kapta meg a szavazatok többségét. A szeptemberben tartott második fordulón Ernest Bai Koromát választották elnökké.

## Államszervezet és közigazgatás

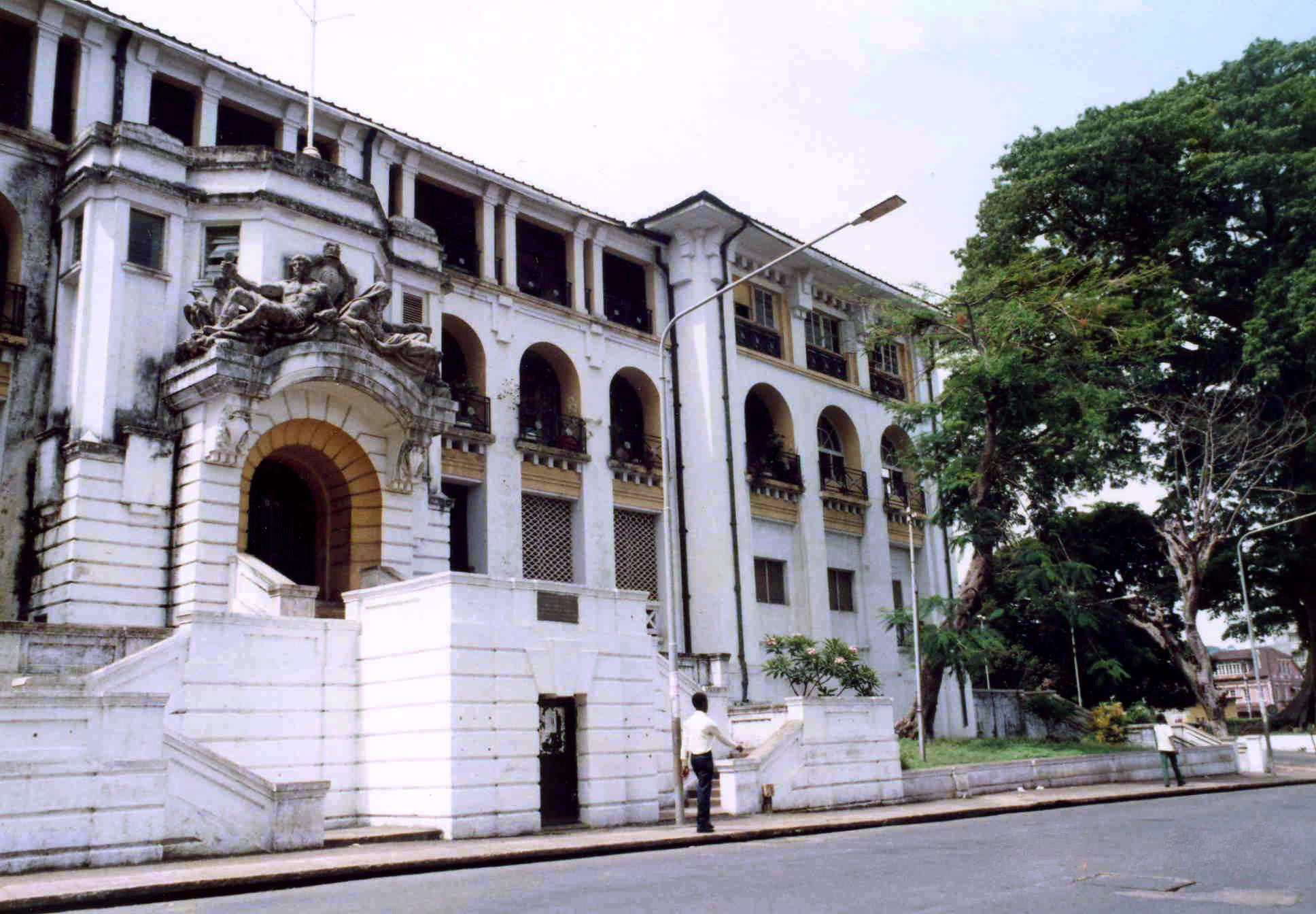
A Legfelsőbb Bíróság épülete Freetownban

### Közigazgatási beosztás
Az országot 3 tartomány, 1 község és 2 körzet alkotja
| - Eastern (Keleti) - Kailahun - Peje West - Jaluahun - Jawei - Luawa - Malema - Kissi Teng - Kissi Tongi - Kissi Kama - Peje Bongre - Upper Bambara - Yawei - Dea - Penguia - Mandu | - Kenema - Dama - Tunkia - Nongowa - Lower Bambara - Kandu Leppiam - Gaura - Gorama Mende - Niawe - Koya - Malegohun - Simbaru - Small Bo - Dodo - Wando - Nomo - Langurama | - Kono - Tankoro - Gbense - Kamara - Nimikoro - Nimiyama - Sandor - Toli - Gbane - Lei - Soa - Fiama - Gorama - Mafindor - Gbane Kandor | - Northern (Északi) - Bombali - Bambia - Koinadugu - Port Loko - Tonkolili Chiefdoms - Southern (Déli) - Bo - Bonthe - Moyamba - Pujehun Chiefdoms - Western Area (Nyugati) - Western Area Rural - Western Area Urban |  |

## Népesség

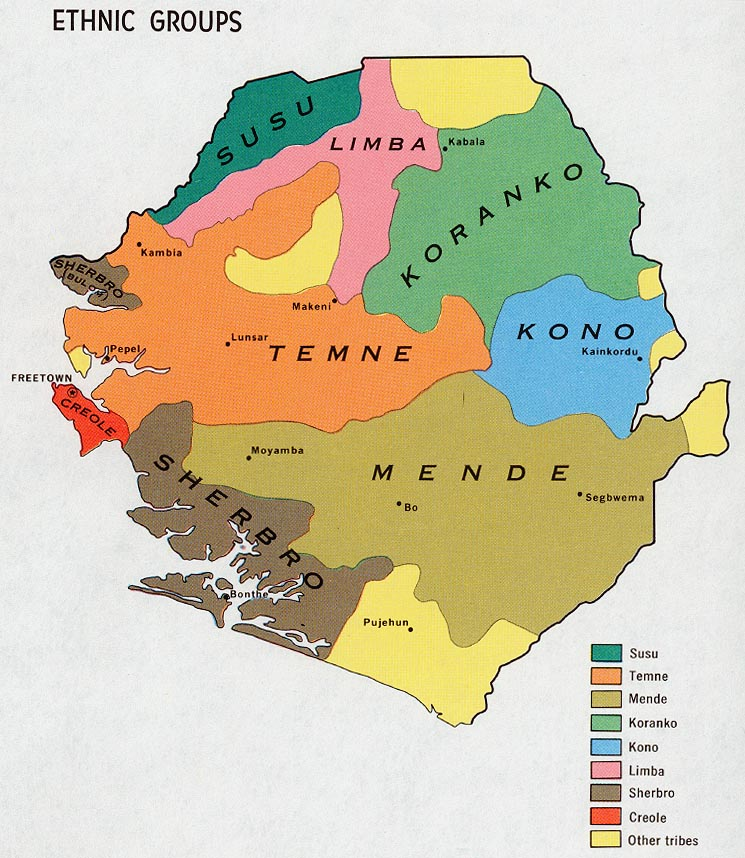
Etnikai megoszlás

### Népességének változása
| Lakosok száma | 2 160 111 | 2 358 225 | 2 637 861 | 3 029 965 | 3 492 174 | 4 053 257 | 3 928 313 | 4 712 763 | 5 641 182 | 7 557 212 |
|               | 1960      | 1966      | 1972      | 1978      | 1984      | 1991      | 1997      | 2003      | 2009      | 2017      |

### Legnépesebb települések
1. Freetown
2. Bo
3. Kenema
4. Makeni
5. Koidu

### Etnikai megoszlás
Lakosságát 17 különböző szudáni néptörzs alkotja.
A főbb népcsoportok:
- Mende 30,6% (D-en, DK-en)
- Temne 29,4% (É-ÉNy)
- Limba 8,4% (északon)
- Kono 5,2% (keleten)

### Nyelvi megoszlás
A hivatalos nyelv az angol, de ezt csak a művelt kisebbség használja. A legfőbb közösségi nyelv délen a mende, északon a temne.

### Vallási megoszlás
Vallás: muzulmán 70-80%, keresztény 10-20%, a maradék zöme törzsi vallású. A muszlim vallás északon, főként a temnék között terjedt el, keresztények nagyrészt a parti sávban élnek.

## Gazdaság

### Általános adatok
Földünk egyik legszegényebb, eladósodott országa. A lakosok közel fele folytat önellátó gazdálkodást és (2004-ben) kb. 70%-a él a szegénységi küszöb alatt. A külföldi államadósság 2004-ben a GDP bő másfélszerese.

### Gazdasági ágazatok

#### Mezőgazdaság
Fejlődő mezőgazdasági ország. Növénytermesztés: rizs, manióka, batáta, pálma, földimogyoró, kávé, kakaó és gyümölcs.

#### Ipar
1930-tól bányászták a gyémántokat, amelyet a Brit Birodalom "örökölt" meg. Ma már a gyémántkészlet nagyobbrészt kimerült, vagy nincs pénz, illetve nem gazdaságos a kibányászása, de még mindig az ország legfontosabb ásványkincse.
Jelentősebb iparágak: 
vasérc-, rutil- és bauxitbányászat; kisüzemi gyártás (italok, textíliák, cigaretta, lábbelik); kőolaj-finomítás, kereskedelmi hajók javítása, növényolajipar, faipar (fűrésztelepek).

#### Külkereskedelem
Főbb árucikkek 2014-ben:
- Export: gyémánt, rutil, kakaó, kávé, hal
- Import: élelmiszerek, gépek és berendezések, üzemanyag, vegyi anyagok

Főbb partnerek 2014-ben:
- Export:  Kína 80%,  Belgium 8,8%
- Import:  Kína 13,2%,  USA 7,1%,  India 6,8%,  Egyesült Királyság 6,6%,  Belgium 6,1%

## Közlekedés

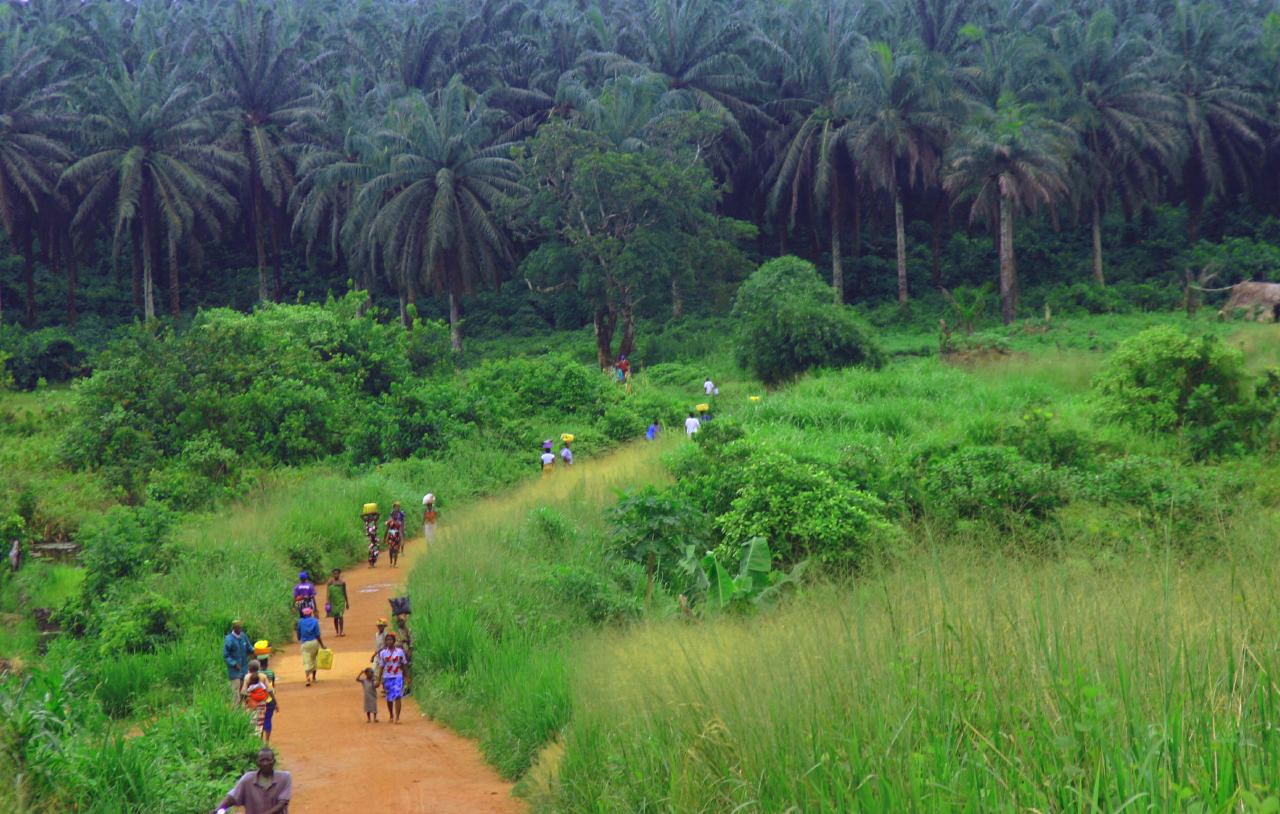
Út két település között (Kenema - Kailahun) az ország keleti részén

A közlekedés fejletlen. A 2000-es évek elején az összes közútnak csak 1/10-e aszfaltozott. Az esős évszak elmoshatja az utakat, így azok járhatatlanná válnak.
84 km keskeny nyomtávú ipari vasútja van.
A hajózható folyószakaszok hossza 800 km. Fontosabb kikötők: Freetown, Pepel.
Nemzetközi repülőtere: Freetown-Lungi.

## Kultúra

### Művészetek
Az ország ismert a többnyire vidéken, gyapotból, kézzel készített és szőtt textilekről és az abból készített ruhákról.  Hasonló, durva tapintású anyagból takarókat is készítenek, amiket később természetes anyagokkal színeznek. A gara vékonyabb anyagú textil, többnyire élénk színűre festett vagy batikolt felülettel.
A mendék híresek a maszkokról, amiket keményfából faragnak. A maszkokat a hagyományos beavatási szertartásokon alkalmazzák.
Másik hagyományos művészeti ág a temne kosárfonás, ami főleg az ország északi részén gyakori, de más vidékeken is gyakorolják.

### Hagyományok, néprajz
Elterjedt gyakorlat a női nemi szervek megcsonkítása.

### Gasztronómia
Az ország gasztronómiájának sajátosságai számos egyezést mutatnak más környező nyugat-afrikai országokkal. A leggyakrabban fogyasztott étel a rizs, gyakorlatilag mindenhol jelen van az országban. Utána jön a sorban a tápióka, amelyből egy több környező országban elterjedt tésztaféle, a fufu készül. A tápiókalevélből zöldségesragut is csinálnak.
Széleskörben fogyasztják a pálmaolajat és a földimogyorót. Egyike a kevés, kimondottan sierra leonei sajátosságnak, hogy itt a jamgyökér nem játszik olyan nagy szerepet, mint másutt Nyugat-Afrikában. Az étrend további fő elemei a banán, fahéj, kókuszdió, gyömbér, okra, vaddisznóhús és tamarindusz.
Húsok tekintetében a leggyakoribbak a kecske, baromfi és marha, de gyakoriak a sertésből készült ételek is.
A leggyakrabban fogyasztott gyümölcsök Sierra Leonén a banán, narancs, papaya, citrom, avokádó, guáva, görögdinnye, mangó és ananász.
Széles a zöldségraguk választéka, melyek tápiókából, annak leveléből, okrából, földimogyoróból és rizsből készülhetnek, kiegészítve sertés- és baromfihússal.
A tápiókalevél hasznosítása talán itt a legjellemzőbb. Többféle ételt is készítenek belőle vagy adalékként használják különböző fogásokhoz.

## Turizmus

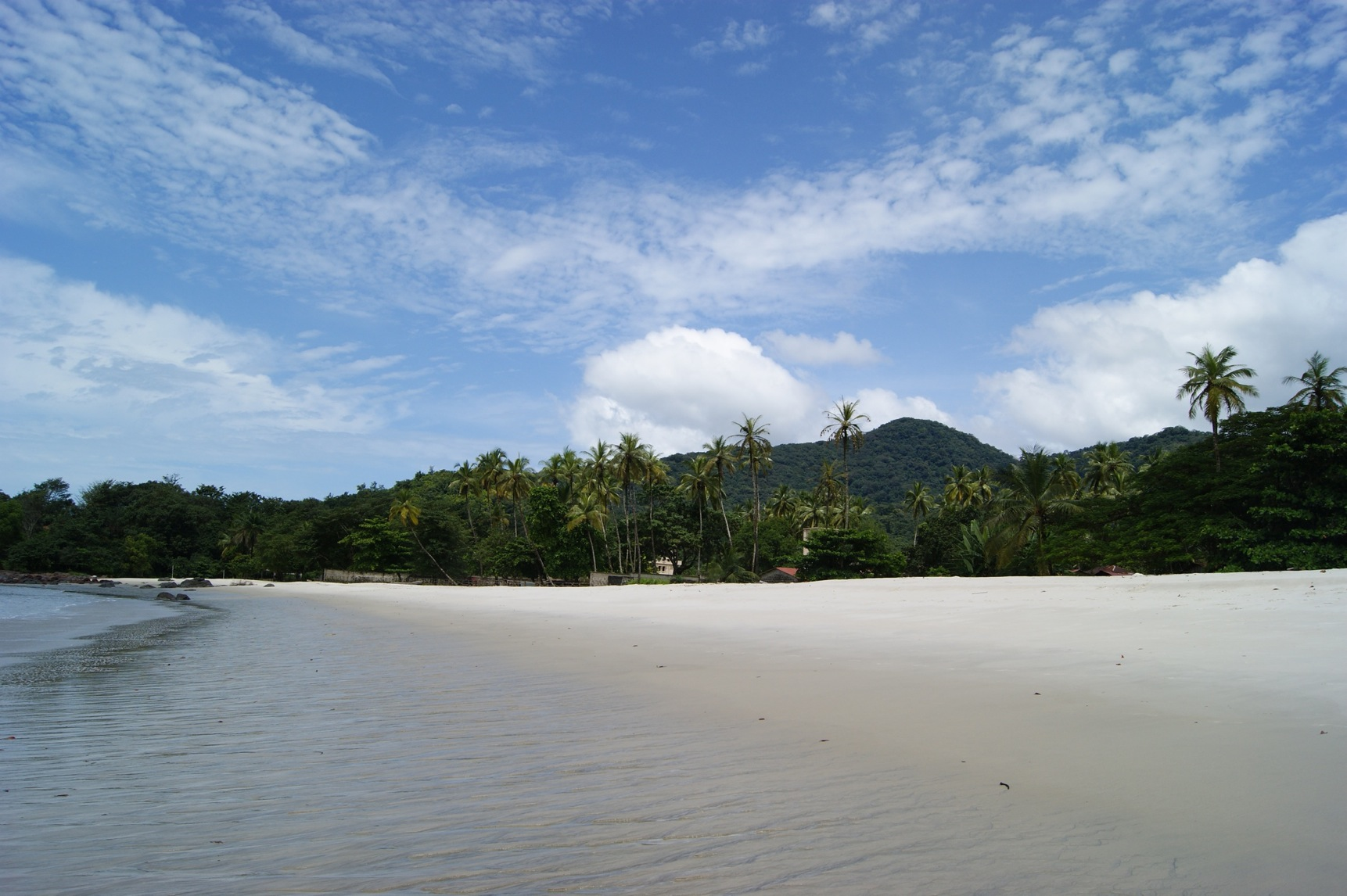
Tengerpart Freetown közelében

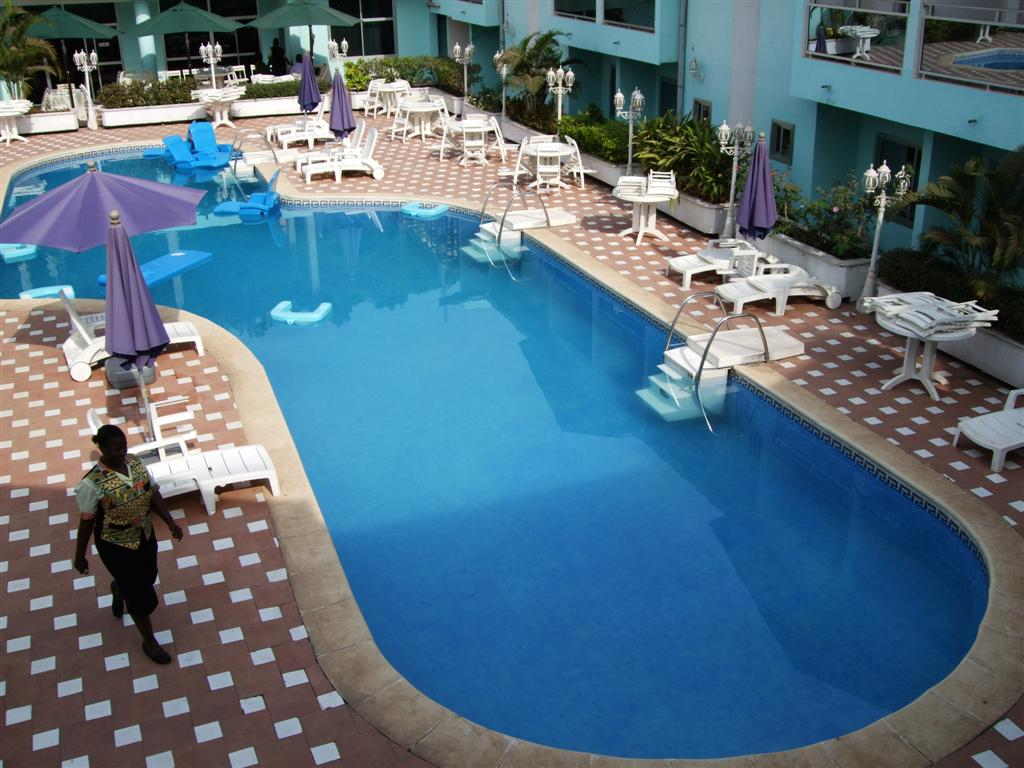
A Wusum Hotel udvara Makeniben (az ország középső részén)

Az ország felkeresésére legkedvezőbb idő november, amikor az esős évszak már elmúlt és a forró, poros harmattan még nem köszöntött be.
Az ország az angolszász súly- és egyéb mértékeket használja. A fali elektromos csatlakozó az angol szokásoknak felel meg (három, nagy szögletes dugó, vagy három hengeres dugó). A fogyasztói elektromos hálózat 230 V, 50 Hz áramot szolgáltat, de gyakoriak az áramszünetek.
Csak Freetown, illetve a tengerparti sáv rendelkezik turizmusra alkalmas infrastruktúrával, az ország vidéki területei közlekedés, szállás, ellátás szempontjából fejletlenek.

## Média
Az ország fővárosában található az állami televízió stúdiója: Sierra Leone Broadcasting Services (SLBS)
Privát televízió: Aisow Broadcasting Corporation

### Rádióadók
| - SLBS - BBN - Sky FM 106.6 - Radio Democracy 98.1 - Voice of the Handiccaped - Radio Unamsil 103.0 - Believer's Broadcasting Network FM 93 - Radio Tombo 96.0 - Radio Citizen 103.7 - Radio Sierra Leone - Kiss FM 104 | - Radio New Song 97.5 - Eastern Radio 101.9 - Radio Mankneh 95.1 - Radio Gbaft 91.0 - Koidu Radio Station - Bintumani 93.5 - Radio Modcar 93.4 - Radio Moa 101.5 - Radio Kolenten 92.4 - Radio Bontico 96.4 |

### Egyéb telekommunikációs adatok
| Hívójel prefix | 9L |
| ITU zóna       | 46 |
| CQ zóna        | 35 |

## Ünnepek
- január 1: újév
- március / április: húsvét
- április 27.: a függetlenség napja
- április 29.: a forradalom napja
- december 25: karácsony

## Külső hivatkozások
- SierraLeone.com

- Az elnök hivatalos oldala Archiválva 2020. november 29-i dátummal a Wayback Machine-ben
- Visit Sierra Leone
- Sierra Leone-i tippek